# Podobenství

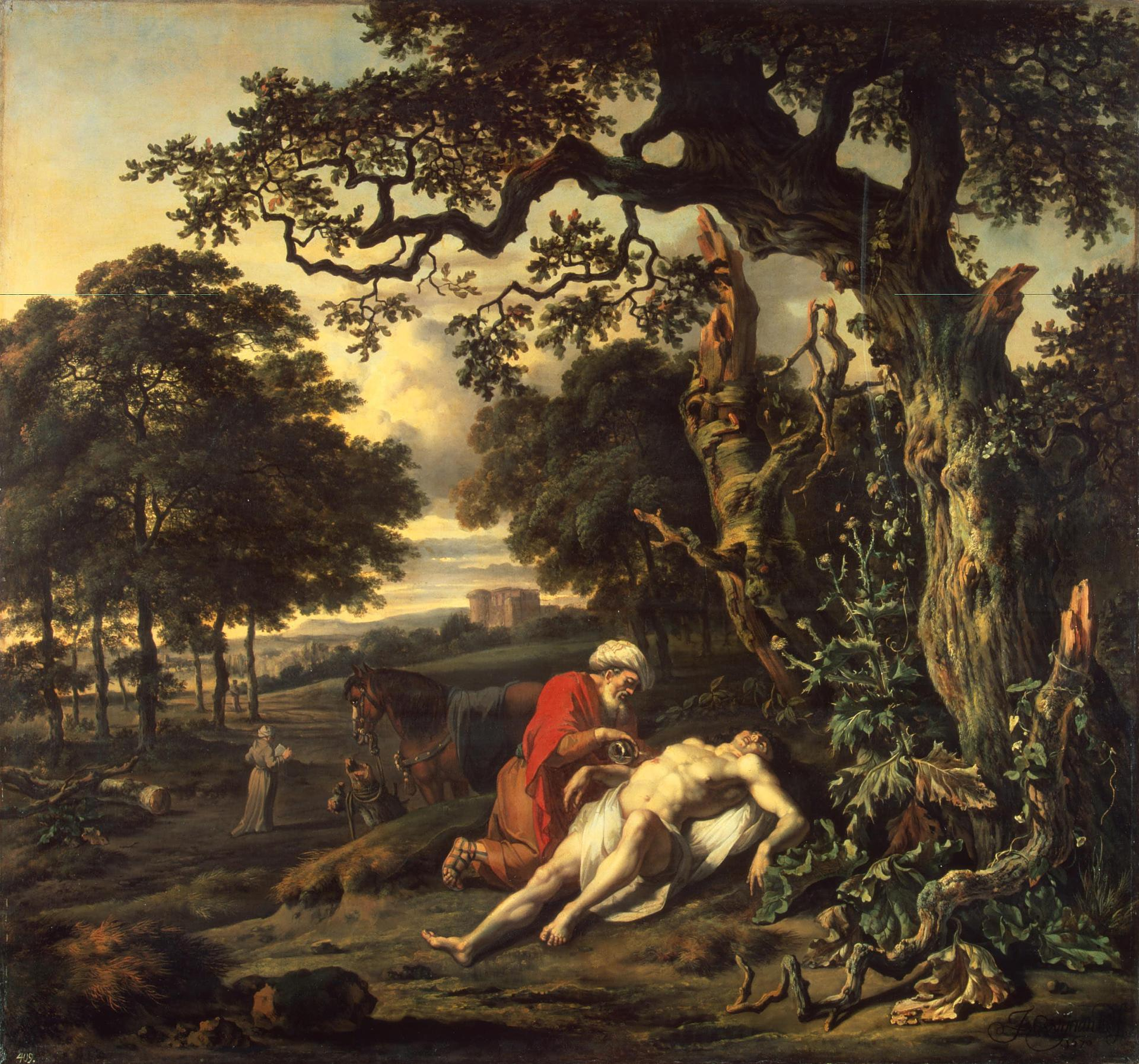
Zobrazení biblického učení Ježíše, jedná se o podobenství o milosrdném Samaritánovi od autora Jana Wijnanta

Podobenství neboli parabola je forma alegorie. Spočívá ve vyjádření obecné myšlenky, životní moudrosti, mravního ponaučení apod. na základě podobného výjevu či příběhu.

## Podobenství v náboženství a spirituálních naukách
Řadu podobenství můžeme najít v Bibli, velice známá jsou Ježíšova podobenství z Nového zákona, avšak podobenství se nacházejí snad ve všech náboženstvích obecně (viz zenové hádanky, hinduistická či indiánská vyobrazení božstev nebo podle některých různých výkladů i biblické či jiné stvoření světa). Zde tato podobenství však často neplní pouze funkci přirovnání, jež má pomoci k rychlejšímu pochopení věci, ale spíše naopak, může být chápáno jako samostatné duchovní cvičení, díky kterému se nakonec do významu sděleného ponoříme více, než když by nám byla dána ihned jasná a konkrétní formulace sdělení i za předpokladu, že bychom toto pochopili. Podobenství může v tomto případě naše pochopení věci dosti zpomalit či nám v něm i zabránit, avšak právě i díky němu můžeme dané informaci hlouběji duchovně porozumět a ztotožnit se s ní.

## Ježíšova podobenství
Ježišova podobenství jsou uvedena v Bibli v synoptických evangeliích. V Janově evangeliu jsou uvedeny pouze alegorie. Podle předpokládané chronologie lze podobenství seřadit takto:
| Podobenství                                | Matouš          | Marek          | Lukáš          |
| ------------------------------------------ | --------------- | -------------- | -------------- |
| O moudrém a nemoudrém staviteli            | Matouš 7:24–27  |                | Lukáš 6:46–49  |
| Nové víno do starých měchů                 | Matouš 9:16–17  | Marek 2:21–22  | Lukáš 5:37–39  |
| O silákovi                                 | Matouš 12:29    | Marek 3:27     | Lukáš 11:21–22 |
| O dvou dlužnících                          |                 |                | Lukáš 7:41–43  |
| O rozsévači                                | Matouš 13:3–9   | Marek 4:3–9    | Lukáš 8:5–8    |
| Lampa pod vědrem                           | Matouš 5:14–15  | Marek 4:21–25  | Lukáš 8:16–18  |
| O rostoucím zrnu                           |                 | Marek 4:26–29  |                |
| Plevel mezi pšenicí                        | Matouš 13:24–30 |                |                |
| O milosrdném samaritánovi                  |                 |                | Lukáš 10:25–37 |
| O příteli v noci                           |                 |                | Lukáš 11:5–8   |
| O bohatém bláznu                           |                 |                | Lukáš 12:16–21 |
| O neplodném fíkovníku                      |                 |                | Lukáš 13:6–9   |
| O hořčičném zrnu                           | Matouš 13:31–32 | Marek 4:30–32  | Lukáš 13:18–19 |
| O kvasu                                    | Matouš 13:33    |                | Lukáš 13:20–21 |
| O pokladu v poli                           | Matouš 13:44    |                |                |
| O perle                                    | Matouš 13:45–46 |                |                |
| O síti                                     | Matouš 13:47–50 |                |                |
| O svatební hostině                         |                 |                | Lukáš 14:7–14  |
| Spočítej náklad                            |                 |                | Lukáš 14:28–33 |
| O ztracené ovci                            | Matouš 18:10–14 |                | Lukáš 15:4–6   |
| O služebníkovi, který nechtěl odpustit     | Matouš 18:23–35 |                |                |
| O ztracené minci                           |                 |                | Lukáš 15:8–9   |
| O marnotratném synu                        |                 |                | Lukáš 15:11–32 |
| O nepoctivém správci                       |                 |                | Lukáš 16:1–13  |
| O boháčovi a Lazarovi                      |                 |                | Lukáš 16:19–31 |
| Pán a služebník                            |                 |                | Lukáš 17:7–10  |
| O vytrvalé vdově (O nespravedlivém soudci) |                 |                | Lukáš 18:1–8   |
| O farizeovi a výběrčím daní                |                 |                | Lukáš 18:9–14  |
| O dělnících na vinici                      | Matouš 20:1–16  |                |                |
| O dvou synech                              | Matouš 21:28–32 |                |                |
| O zlých vinařích                           | Matouš 21:33–41 | Marek 12:1–9   | Lukáš 20:9–16  |
| O královské svatbě                         | Matouš 22:1–14  |                | Lukáš 14:15–24 |
| O rašícím fíkovníku                        | Matouš 24:32–35 | Marek 13:28–31 | Lukáš 21:29–33 |
| O věrném služebníku                        | Matouš 24:42–51 | Marek 13:34–37 | Lukáš 12:35–48 |
| O deseti družičkách                        | Matouš 25:1–13  |                |                |
| O hřivnách                                 | Matouš 25:14–30 |                | Lukáš 19:12–27 |
| Ovce a kozli                               | Matouš 25:31–46 |                |                |